# Gustav von Metzler
Hugo Christian Gustav von Metzler (* 9. September 1908 in Frankfurt am Main; † 1984) war ein deutscher Bankier aus der Bankiersfamilie Metzler und Teilhaber des Bankhauses Benjamin Metzler in Frankfurt am Main.

## Leben
Von Metzler wurde als Sohn des Bankiers Hugo von Metzler geboren. Er studierte Rechtswissenschaften und schloss mit Promotion ab. Er wurde im März 1937 Teilhaber des “Bankhauses Benjamin Metzler” in Frankfurt und Mitglied der Geschäftsleitung. In dieser Position war Gustav vom Metzler führend an der Arisierung der jüdischen Banken “Bass & Herz” (Frankfurt am Main) Anfang August 1938 und “Jacob S.H. Stern” (Frankfurt am Main) zwischen April und September 1938 beteiligt. Deren Geschäftsaktivitäten wurden auf das “Bankhaus Benjamin Metzler” übertragen. Zudem übernahm das Bankhaus Metzler und dessen Teilhaber im Mai 1938 die geschäftlichen Aktivitäten der Frankfurter Niederlassung der jüdischen Bank “J. Dreyfus & Co.” (Berlin / Frankfurt am Main) und beteiligte sich im August 1938 als Kommanditist an der ehemals jüdischen Bank “E.J. Meyer” (Berlin).
Mit Beginn des Überfalls auf Polen am 1. September 1939 wurde Metzler in die deutsche Wehrmacht eingezogen. Nach der Rückkehr aus sowjetischer Kriegsgefangenschaft 1950, trug er maßgeblich dazu bei, dass die Bank ihre Geschäftstätigkeit fortsetzen konnte. Zusammen mit seinem Vetter Albert von Metzler (1898–1989) folgte Gustav von Metzler der strategischen Linie der Vorkriegszeit konsequent und baute das Dienstleistungsgeschäft der Bank aus. In den frühen Jahren des Wirtschaftswunders verzichteten die beiden Teilhaber zudem auf eine expansive Unternehmenspolitik und setzten zunächst darauf, das Bankhaus von innen heraus wieder aufzubauen. Erst um 1960 wurde diese Konsolidierungsphase beendet und eine Erweiterung der Geschäftsaktivitäten des Bankhauses eingeleitet. 1978 endete Gustav von Metzlers Teilhaberschaft.
Außerdem war er Mitglied des Aufsichtsrates der Chemischen Werke Brockhues AG in Niederwalluf.
Gustav von Metzler war verheiratet mit Alexandra Schmidt von Schwind. Seine Schwestern waren Olga von Metzler (1906–1993) und Eva von Metzler (1898–1970).